# Keskvere (Lääne-Nigula)
Keskvere (Duits: Keskfer) is een plaats in de Estlandse gemeente Lääne-Nigula, provincie Läänemaa. De plaats heeft de status van dorp (Estisch: küla).
Tot in oktober 2017 viel Keskvere onder de gemeente Martna. In die maand werd Martna bij de fusiegemeente Lääne-Nigula gevoegd.

## Bevolking
Het dorp had 29 inwoners op 31 december 2011 en 14 inwoners op 31 december 2021.

## Ligging
Het dorp ligt in de omgeving van de Baai van Matsalu, hoewel het niet aan het water grenst. Wel ligt het in het Nationaal park Matsalu. De Tugimaantee 31, de secundaire weg van Haapsalu naar Laiküla, komt door Keskvere. De rivier Rannamõisa loopt langs de westgrens van het dorp.

## Geschiedenis
Rond 1500 was Keskvere, net als het nabijgelegen Keravere, een landgoed waarvan de opbrengsten als prebende ten goede kwamen aan de kanunniken van Haapsalu. De naam was toen Keskefer. Na de Reformatie werd het landgoed schatplichtig aan de landheer van Haapsalu, vanaf 1691 was het een zelfstandig landgoed. In 1878 voegde de familie von Ungern-Sternberg een aantal kleinere landgoederen, waaronder Keskfer, samen tot een groot landgoed. De laatste eigenaar voor de onteigening door het onafhankelijk geworden Estland in 1919 was Klaus graaf von Ungern-Sternberg.
Het landhuis van het landgoed is gebouwd in het midden van de 18e eeuw. Het is een houten gebouw met één woonlaag en een hoog wolfsdak. Het is in particulier bezit en grotendeels in de originele staat gehouden, alleen is het rieten dak vervangen door een dak van tin. Bij het huis ligt een boomgaard.
In 1977 werd het buurdorp Aruküla bij Keskvere gevoegd. Tussen 1977 en 1997 maakte het buurdorp Kaare deel uit van Keskvere.

## Foto's

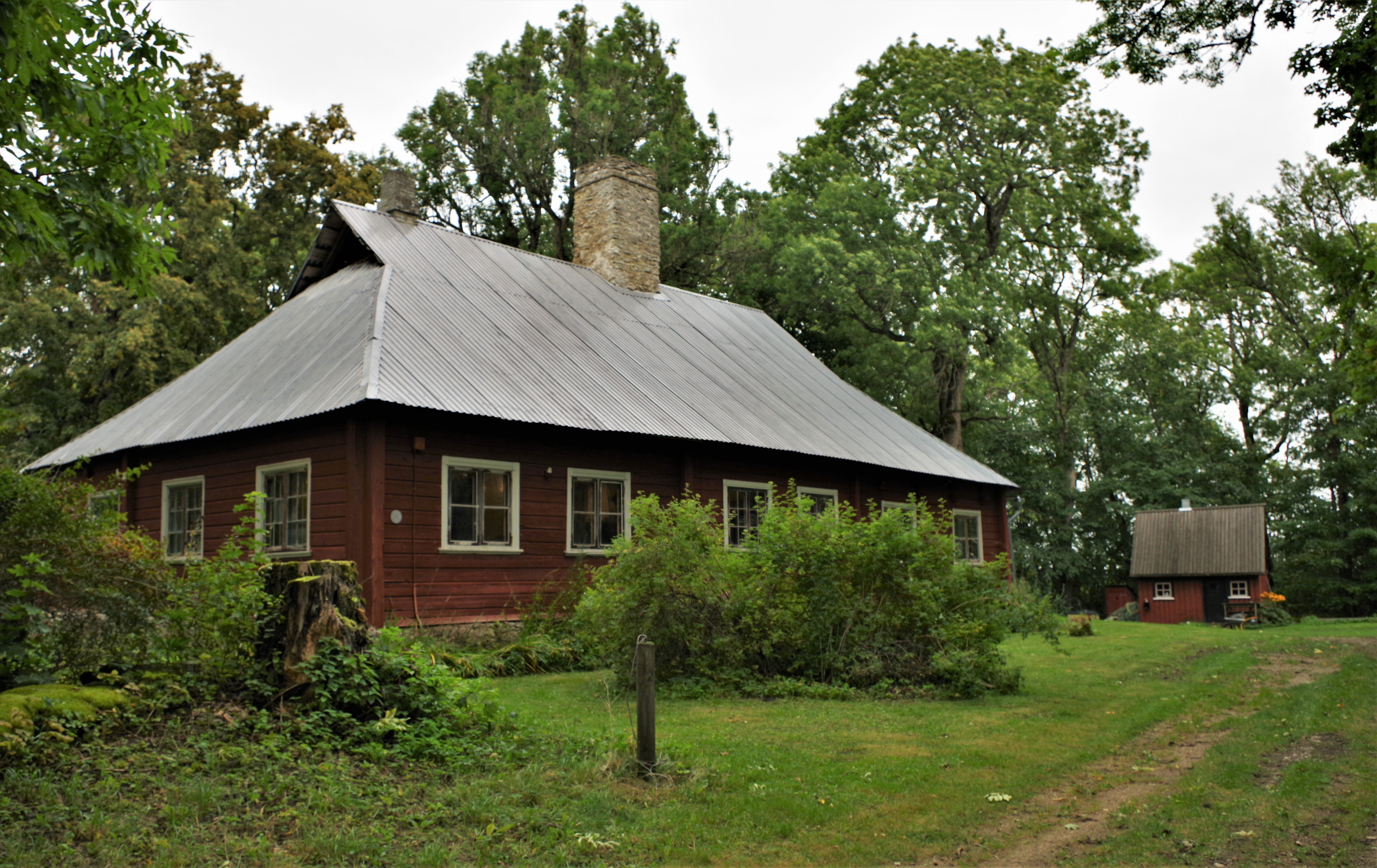
Het landhuis van Keskvere
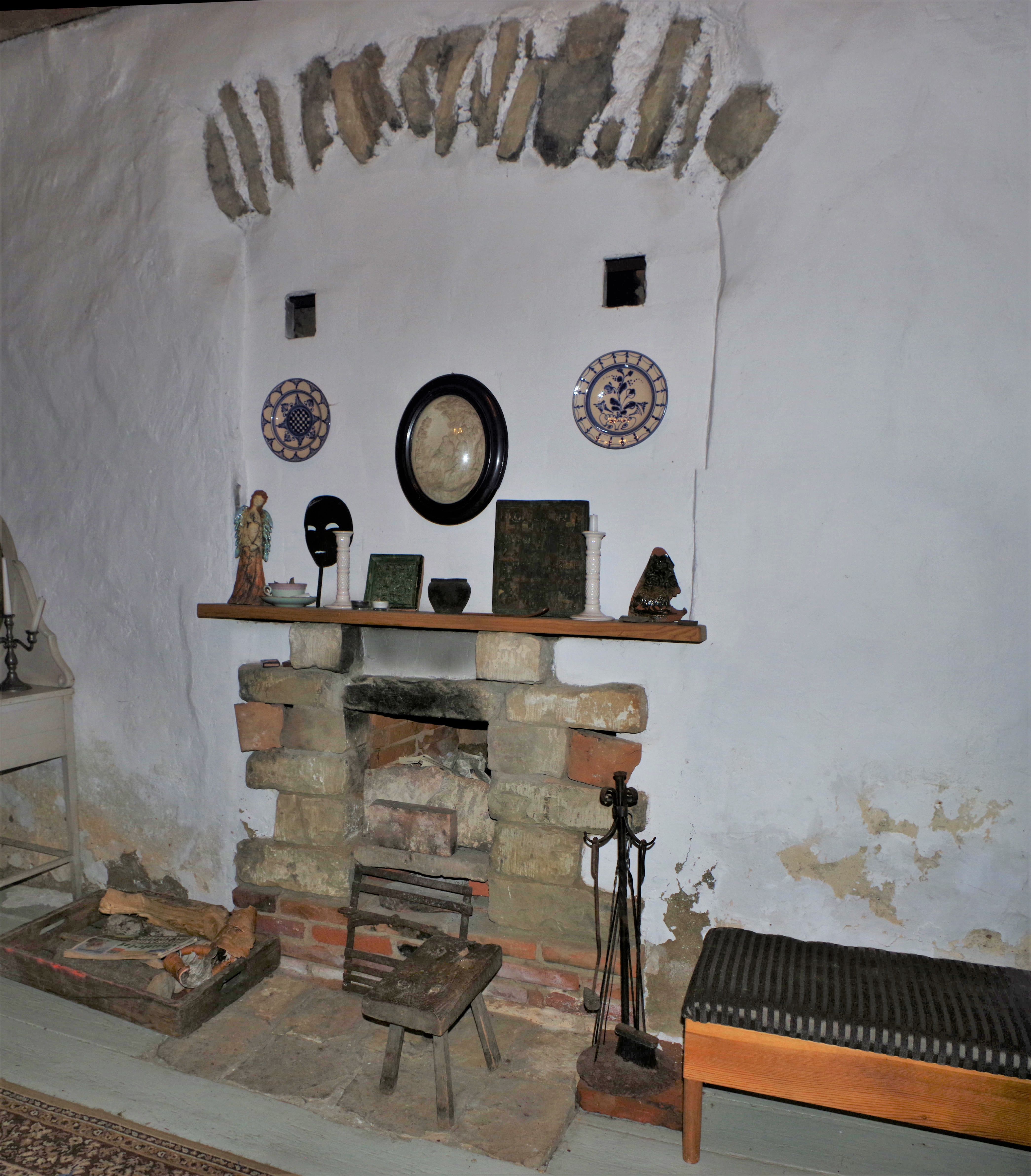
Haard
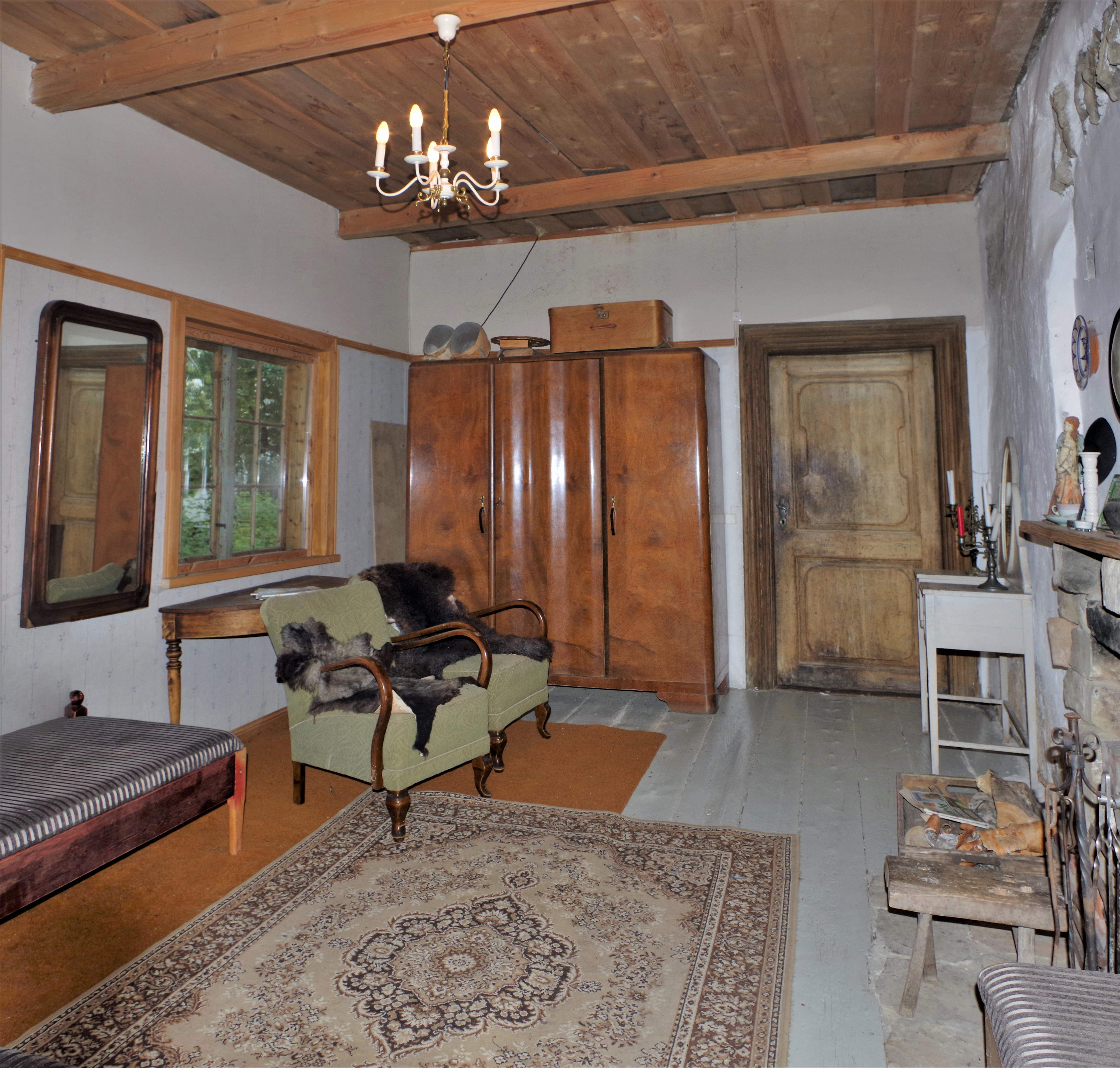
Een van de kamers